# Mezzanino
Mezzanino est une commune de la province de Pavie, dans la région Lombardie, en Italie.

## Administration
| Période                                  | Période | Identité | Étiquette | Qualité |
| ---------------------------------------- | ------- | -------- | --------- | ------- |
|                                          |         |          |           |         |
| Les données manquantes sont à compléter. |         |          |           |         |

### Hameaux
Cassinetta, Malpensata di Sopra, Malpensata di Sotto, Busca, Tornello, Alberelli, Palazzo, Maccabruna, Calcedonia, Caldera, Oratorio.

### Communes limitrophes
Albaredo Arnaboldi, Casanova Lonati, Linarolo, Travacò Siccomario, Verrua Po.

### Personnalités nées à Mezzanino
- Josefina Passadori (1900-1987).